# Quelderduyn
Quelderduyn is een stadspark in de wijk De Schooten in Den Helder. Het park is rond 1980 aangelegd en vernoemd naar een duingebied dat tegenwoordig bekend staat als De Kooy. Het park is te bereiken met buslijn 34 van Station Den Helder naar De Schooten.
In 1981, toen de golfsport in Nederland een grote groei doormaakte, was er een tijdelijke golfbaan in Quelderduyn. Quelderspoor was een in het park gelegen motorcrossterrein langs het spoor, het is in 2005 opgeheven. Vanaf halverwege jaren 1990 tot in 2023 had een tourclub hun thuisbasis in het park. Van 2002 tot en met 2015 vond het gratis festival Last Minute Summer Event plaats in het park. Onder meer Osdorp Posse, Hardwell en Heidevolk traden er op.
Verder hebben in het park een kanovereniging, een hondensportvereniging en een orkest hun onderkomen. Ook zijn er vrij te gebruiken tennisbanen, mountainbikepaadjes en een skatepark te vinden.
Vanaf 2025 wordt onder de naam Aqua Port in een deel van het park gebouwd aan een leeromgeving in de buitenlucht voor kinderen. Op initiatief van een kinderopvang komen hier vijf themalabs met ieder een eigen onderwerp waar kinderen op een speelse manier kennis kunnen maken met onder andere natuur, techniek, voeding en duurzaamheid.

## Sportcomplex

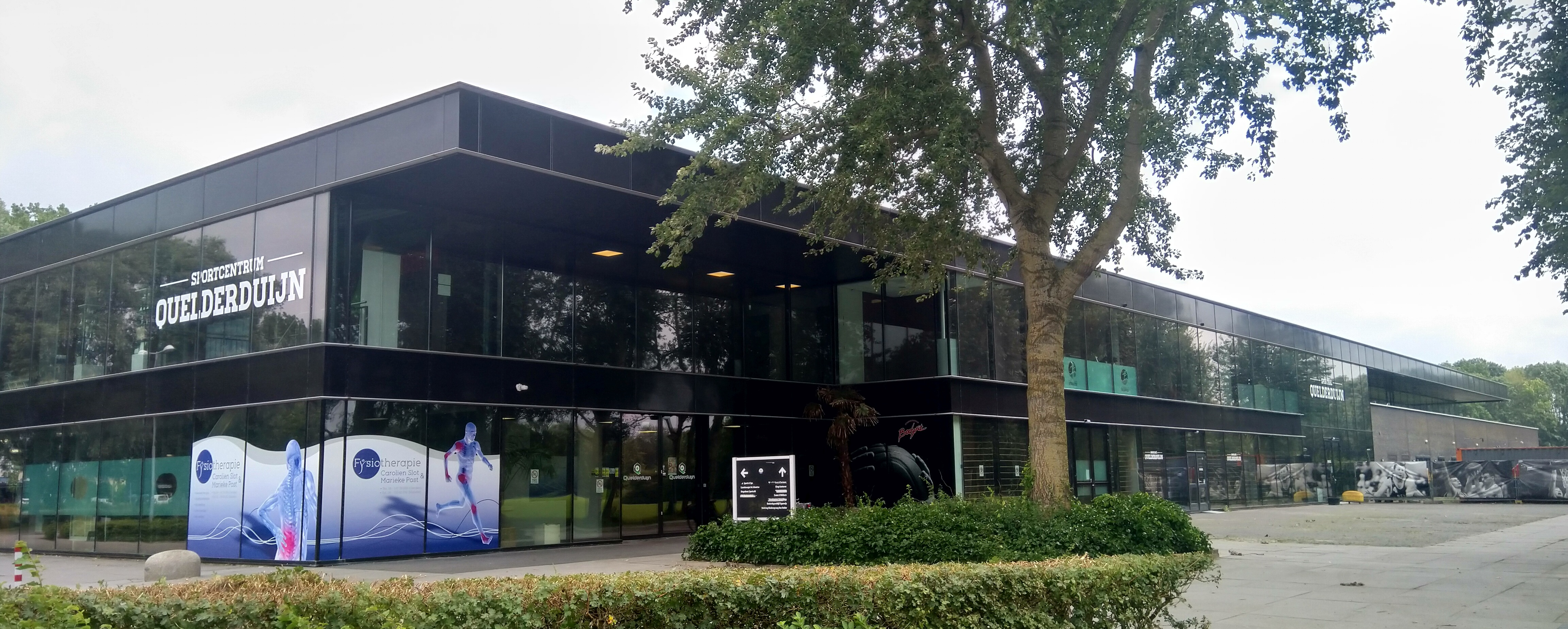
Sportcentrum Quelderduijn

In het park staat een sport- en evenementencomplex. In dit complex bevinden zich een sporthal met een zaaloppervlakte van ruim 3100 m² waarin eredivisiebasketbalclubs Den Helder SUNS (mannenbasketbal) en Den Helder SUNS (vrouwenbasketbal) hun thuishaven hebben. Ook BV Noordkop, BV Den Helder, een zaalvoetbalvereniging en de scholengemeenschappen Scholen aan Zee en VONK zijn vaste gebruikers van de sporthal.
Verder zijn in het complex een sportschool, fysiotherapiepraktijk, diëtistenpraktijk en kinderopvang te vinden. De hal is in 2022 en 2023 grondig vernieuwd waarna deze per januari 2024 in gebruik werd genomen. Voor de verbouwing was er een saunacentrum en maakte ook een handbalvereniging gebruik van het complex.
In de hal werden concerten gehouden, zo traden onder andere Golden Earring en De Dijk er meerdere keren op. Het carnavalsfeest van carnavalsvereniging De Krabbetukkers werd sinds eind jaren 1980 tot en met 2020 gevierd in het complex, dat gedurende het feest de naam Bastion Pierre droeg. Er vinden nog steeds evenementen plaats, waaronder het Helders Meezing Festival en een pasar malam.
Donkere Duinen · Duinpark · (voormalig) Julianapark · (voormalig) Kennedypark · Kreekpark · Loopuytpark · Mariëndal · Quelderduyn · Rehorstpark · Schooterduinpark · Stadspark · Timorpark · Van der Vaartplantsoen